# NGC 3738
NGC 3738 هي مجرة حلزونية قزمة تقع في كوكبة الدب الأكبر (كوكبة) وينتمي إلى مجموعة مسييه81 . يبعد 12 مليون سنة ضوئية من الشمس. تم اكتشاف المجرة لأول مرة من قبل عالم الفلك ويليام هيرشيل في 1789. وهي قزم مضغوط وهي صغيرة بالمقارنة مع المجرات الحلزونية الكبيرة. المجرة تبعد حوالي 10,000 سنة ضوئية. وهي واحد من عشرة من حجم مجرة درب التبانة.
المجرات المدمجة في المظهر بسبب مجموعة كبيرة من النجوم الضخمة الساخنة. المجرات قاتمة نسبيا ويبدو أنها غير منتظمة في الشكل. وعادة ما تكون فوضوية في المظهر.

## وصلات خارجية
- NGC 3738 على موقع ويكي سكاي: DSS2, SDSS, GALEX, IRAS, Hydrogen α, X-Ray, Astrophoto, Sky Map, Articles and images